# Bruce Ismay
Joseph Bruce Ismay, född 12 december 1862 i Crosby nära Liverpool, död 17 oktober 1937 i Mayfair i London, var en brittisk affärsman och direktör för det brittiska rederiet White Star Line mellan 1899 och 1913. 
Han var en av de överlevande vid Titanics förlisning 1912.

## Biografi
Bruce Ismay blev verkställande direktör för White Star Line när hans far Thomas Henry Ismay avled 1899. Det var under en middag tillsammans med William James Pirrie, varvschef på Harland & Wolffs skeppsvarv i Belfast, som byggandet av de tre gigantiska ångfartygen Olympic, Titanic och Gigantic (senare Britannic) började diskuteras.
Ismay åkte med i första klass ombord på Titanic när denna hade sin jungfrufärd i april 1912.
Vid tiden för kollisionen befann sig Ismay i sin svit där han tydligt kände av vibrationen av sammanstötningen med isberget, och gick för att ta reda på vad som stod på. När allvaret i situationen uppgick för honom, började han febrilt springa runt på fartyget där han uppmanade alla att skynda sig till livbåtarna. Vid ett tillfälle blev han så upphetsad när femte styrman Harold Lowe var i färd med att fira ned en av livbåtarna, att han fick sig en utskällning.
Bruce Ismay räddade sig ombord på den uppfällbara livbåt C när den höll på att firas ner i havet. Han fick senare ta emot svidande kritik för sitt agerande att han hade räddat sitt eget liv när nästan 1 500 människor hade omkommit. Till sitt försvar sade han då att han inte såg någon annan kvar ombord på den platsen han befann sig på, och att han hade hjälpt till så gott han kunde med att få i kvinnor och barn i livbåtarna. Det uppkom även misstankar om att Ismay under färden skulle ha uppmanat kapten Smith att öka farten i ett försök att sätta ett nytt rekord för atlantöverfart, vilket bland annat speglas i filmen Titanic från 1997. Ismay förnekade dock dessa anklagelser i samtliga sjöförhör som hölls efter katastrofen.
Ismay avgick som direktör för White Star Line knappt ett år efter katastrofen och drog sig istället tillbaka på sitt nyinköpta gods på Irland där han tillbringade resten av sitt liv.